# Afecto
El afecto o cariño es una "disposición o estado mental o corporal" comúnmente vinculado a un sentimiento o tipo de amor. Ha dado lugar a múltiples ramas en la filosofía y la psicología que discuten la emoción, la enfermedad, la influencia y el estado del ser. A menudo, "afecto" denota algo más que mera buena voluntad o amistad. Los escritores de ética suelen utilizar la palabra para referirse a distintos estados de ánimo, tanto duraderos como temporales. Algunos lo contraponen a la pasión por estar libre del componente sensual.
El afecto puede provocar diversas reacciones emocionales, como vergüenza, disgusto, placer y fastidio. El efecto emocional y físico del afecto también varía entre quien lo da y quien lo recibe.

## Definición restringida

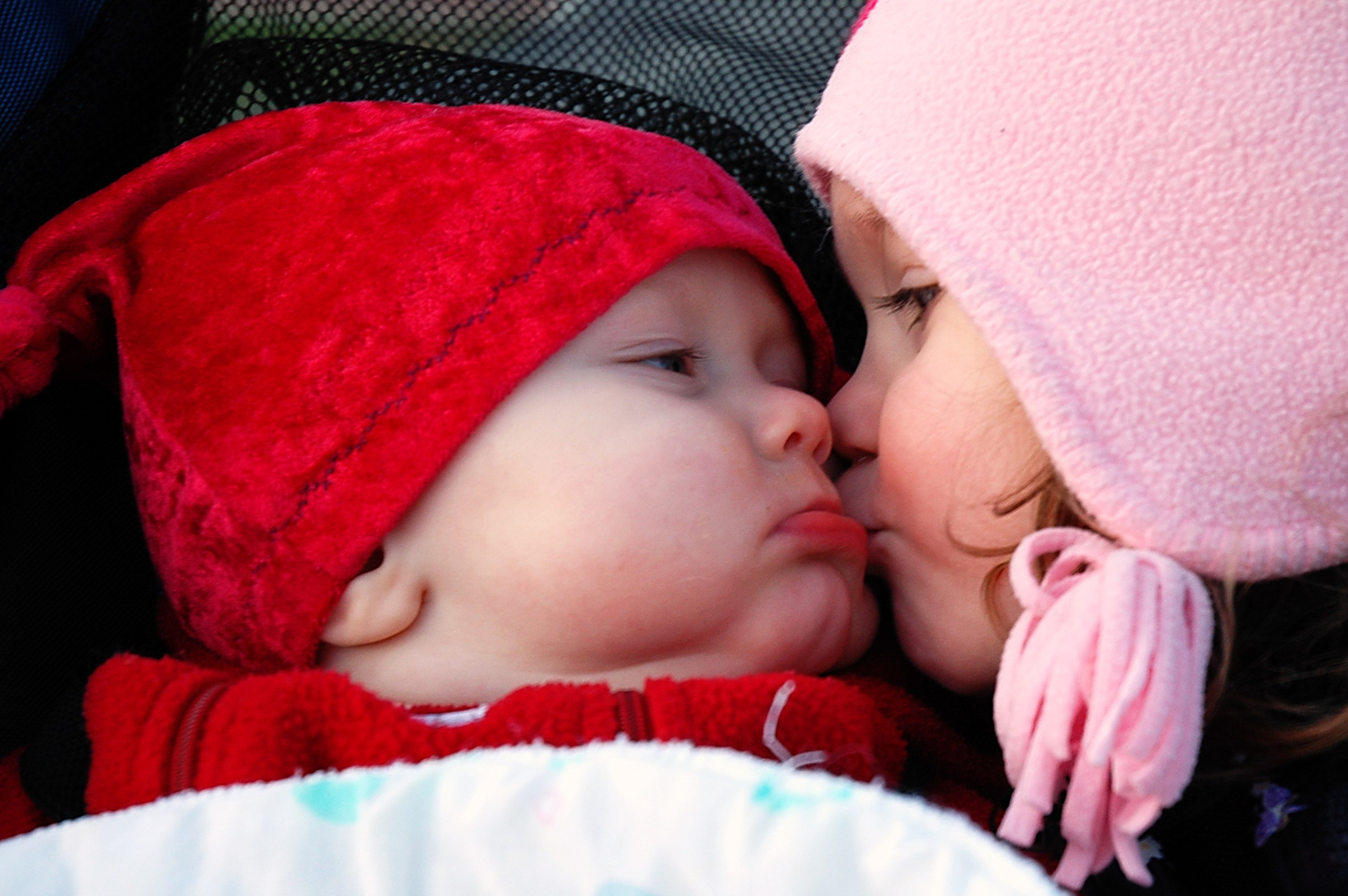
Una niña besa a un bebé en la mejilla.

A veces, el término se limita a los estados emocionales dirigidos hacia entidades vivas, incluidos los seres humanos y los animales. El afecto suele compararse con la pasión, que procede de la palabra griega pathos. En consecuencia, se encuentran referencias al afecto en las obras de filósofos como René Descartes, Baruch Spinoza y los primeros eticistas británicos.
A pesar de estas asociaciones, suele diferenciarse de la pasión por varios motivos. Algunas definiciones de afecto excluyen los sentimientos de ansiedad o excitación exacerbada, elementos típicamente vinculados a la pasión. En este contexto más restringido, el término tiene importancia en los marcos éticos, sobre todo en lo que respecta a los afectos sociales o parentales, que constituyen una faceta de los deberes morales y la virtud. Las perspectivas éticas pueden depender de si el afecto se percibe como voluntario.

## Expresión
El afecto puede comunicarse mediante miradas, palabras, gestos o caricias. Con él se transmite amor y conexión social. En Los cinco lenguajes del amor se explica cómo las parejas pueden transmitir afecto mutuamente. El comportamiento afectuoso puede haber evolucionado a partir del comportamiento de crianza de los padres debido a su asociación con recompensas hormonales. Se ha demostrado que este tipo de afecto puede influir en el desarrollo cerebral de los niños, especialmente en sus sistemas bioquímicos y en el desarrollo prefrontal.
Los gestos afectuosos pueden llegar a ser poco deseados si insinúan un daño potencial para el bienestar de la persona. Sin embargo, cuando son bien recibidos, este comportamiento puede ofrecer varios beneficios para la salud. Algunas teorías sugieren que los sentimientos positivos aumentan la inclinación de los individuos a comprometerse socialmente, y la sensación de cercanía fomentada por el afecto contribuye a alimentar sentimientos positivos entre ellos.

### Beneficios del afecto
El intercambio de afecto es un comportamiento humano adaptativo que beneficia el bienestar. Expresar afecto aporta beneficios emocionales, físicos y relacionales a las personas y a sus vínculos íntimos. Compartir emociones positivas aporta ventajas para la salud, como la reducción de las hormonas del estrés, la disminución del colesterol, la reducción de la presión arterial y el fortalecimiento del sistema inmunitario. Expresar afecto, no sólo sentirlo, es gratificante internamente. Aunque no sean correspondidos, quienes brindan afecto experimentan sus efectos.

### Relaciones parentales
El comportamiento afectuoso suele considerarse un resultado de la crianza parental, vinculado a recompensas hormonales. Tanto las acciones positivas como las negativas de los padres pueden estar relacionadas con problemas de salud en etapas posteriores de la vida. El abandono y el maltrato tienen como consecuencia un peor bienestar y salud mental, lo que contrasta con los efectos positivos del afecto. Un estudio de 2013 destacó el impacto del maltrato infantil temprano y la falta de afecto en la salud física.

## Afectivismo
El afectivismo es una escuela de pensamiento que considera que los afectos tienen una importancia central. Aunque no se encuentra en la filosofía occidental dominante, sí existe en la filosofía india.